# Cyphon longispinus
Cyphon longispinus is een keversoort uit de familie moerasweekschilden (Scirtidae). De wetenschappelijke naam van de soort werd in 1968 gepubliceerd door Nyholm.